# Дзевановский, Доминик
Доминик Ян Хризостом Дзевановский (пол. Dominik Jan Chryzostom Dziewanowski; 1759, Плонне, Речь Посполитая — 1827, Плонне, Царство Польское, Российская империя) — польский военный деятель, бригадный генерал армии Герцогства Варшавского (1810).

## Биография
Родился в 1759 году в Плонне. Представитель старинной и богатой шляхетской мазовецкой семьи Дзевановских герба «Ястршембец». Сын каштеляна хелминского Юлиуша Дзевановского и Людвики Павловской. 
Сначала  служил в прусской армии, затем вступил в польскую армию, где был адъютантом князя Юзефа Понятовского. 

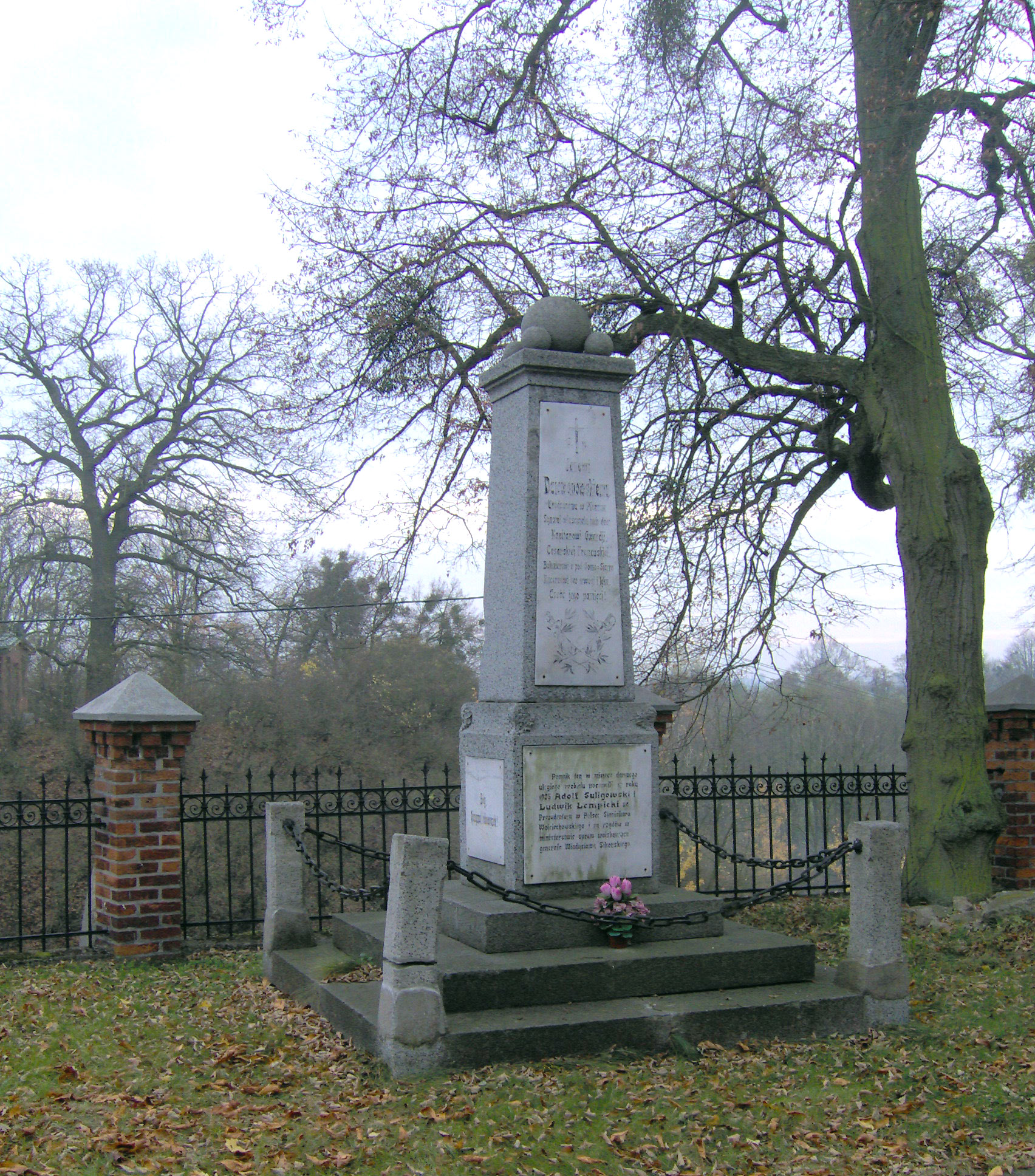
Надгробие генерала Дзевановского в селе Плонне. Фотография 2007 года.

Участвовал в восстании Костюшко (1794), в ходе которого сражался в боях под Рыпином и при Лабишине. После подавления восстания удалился в свои поместья. После создания Наполеоном Герцогства Варшавского, поступил на службу в армию герцогства, возглавив 6-й уланский полк. Во главе полка принимал участие в сражениях наполеоновских войн — в 1807 году участвовал в осаде Данцига, в 1809 году принимал активное участие в Польско-австрийской войне (1809). 
В 1810 году был произведён в бригадные генералы, но в том же году уехал на лечение в Бад-Теплиц и Карлсбад. В 1810-1812 годах был военным комендантом в Люблинском департаменте, а в 1812 году — в Радомском департаменте. 
В 1812 году, накануне вторжения Наполеона в Россию, Дзевановский был назначен командиром 28-й лёгкой кавалерийской бригады в составе 4-й дивизии лёгкой кавалерии генерала Алекандра Рожнецкого 4-го корпус резервной кавалерии генерала Виктора Латур-Мобура Великой армии. Сражался в боях при Мире и при Романове. Во время отступления французов, был тяжело ранен при обороне Борисова, после чего попал в российский плен. После окончания боевых действий вернулся на родину. Умер в 1827 году в Плонне в возрасте 68 лет.
Дзевановский был награждён рыцарским крестом ордена Virtuti Militari (1808) и рыцарским крестом ордена Почетного легиона (1809)